# Знаки поштової оплати України 1996
Знаки поштової оплати України 1996 — перелік поштових марок, введених в обіг Укрпоштою в 1996 році. Відповідно до Конституції України Указом Президента Леоніда Кучми в результаті грошової реформи з 2 вересня 1996 була офіційно введена в обіг нова національна валюта незалежної України — гривня і її сота частина — копійка. У зв'язку з проведенням грошової реформи в 1996 році поштою України були введені до обігу поштові марки номіналами в купонокарбованцях та гривнях.
З 13 січня по 31 грудня 1996 року було випущено 37 пам'ятних (комеморативних) поштових марок. Тематика комеморативних марок охопила ювілеї визначних дат, подій, пам'яті видатних діячів культури, представників Червоної книги України, Олімпійські ігри та інші сюжети. До обігу надійшли знаки поштової оплати номіналом в 4 000, 20 000, 30 000, 40 000, 50 000 і 100 000 купонокарбованців, а також 0,20 і 0,40 гривні.
Марки № 99—103, 105 та 107 — московською друкарнею «Держзнак» (Росія), а № 111 надрукував банкнотно-монетний двір Національного банку України, а інши було надруковано державним підприємством «Поліграфічний комбінат „Україна“» (Київ).
Відсортовані за датою введення.

## Список комеморативних марок
| № у каталозі            | Зображення | Опис та джерело | Номінал                          | Дата введення в обіг   | Тираж   | Дизайн            |
| ----------------------- | ---------- | --- | -------------------------------- | ---------------------- | ------- | ----------------- |
| № 99 № 100              |            | Блок «XVII зимові Олімпійські ігри у Ліллегаммері (1994 р.). Перший командний виступ національної збірної України» - Фігурне катання - Біатлон (два види спорту, в яких були медалі, золота і бронзова відповідно) | 50 000 40 000 крб.               | 13 січня 1996 року     | 300 000 | В. І. Дворник     |
| № 101 № 102 № 103       |            | Зчіпка «150 років астрономічній обсерваторії Київського університету ім. Тараса Шевченка» з трьох марок | 20 000 30 000 50 000 крб.        | 13 січня 1996 року     | 1 000   | С.С.Бєляєв        |
| № 104                   |            | 125 років від дня народження Агатангела Юхимовича Кримського (1871—1942) | 20 000 крб.                      | 15 січня 1996 року     | 500 000 | О. Штанко         |
| № 105                   |            | 100 років від дня народження Олександра Петровича Довженка (1894—1956) з купонами | 4 000 крб.                       | 23 березня 1996 року   | 1 000   | О. А. Івахненко   |
| № 106                   |            | Іван Семенович Козловський — знаний український і російський співак — ліричний тенор (1900—1993) | 20 000 крб.                      | 23 березня 1996 року   | 500 000 | О. Штанко         |
| № 107                   |            | 100 років Харківському зоопарку | 20 000 крб.                      | 23 березня 1996 року   | 1 000   | В. І. Лєсняк      |
| № 108                   |            | 10 років Чорнобильської катастрофи | 20 000 крб.                      | 26 квітня 1996 року    | 1 000   | О. Штанко         |
| № 109                   |            | «Симиренки — рід промисловців-цукроварів, конструкторів і власників машинобудівних заводів, піонерів пароплавства на Дніпрі, вчених і практиків садівництва, меценатів української культури»                       | 20 000 крб.                      | 25 травня 1996 року    | 500 000 | О. Д. Малакова    |
| № 110                   |            | Світочі української літератури: Василь Семенович Стефаник | 20 000 крб.                      | 29 червня 1996 року    | 500 000 | О. Штанко         |
| № 111                   |            | 150 років від дня народження видатного вченого, мандрівника і громадського діяча Миколи Миколайовича Миклухо-Маклая (1846—1888)                                                                                    | 40 000 крб.                      | 17 липня 1996 року     | 500 000 | О. Штанко         |
| № 113                   |            | XXVI літні Олімпійські ігри в Атланті (19 липня — 4 серпня 1996 р.). Греко-римська боротьба | 20 000 крб.                      | 19 липня 1996 року     | 500 000 | С. П. Міненко     |
| № 114                   |            | XXVI літні Олімпійські ігри в Атланті (19 липня — 4 серпня 1996 р.). Гандбол | 40 000 крб.                      | 19 липня 1996 року     | 500 000 | С. П. Міненко     |
| № 115                   |            | Блок «XXVI літні Олімпійські ігри в Атланті (19 липня — 4 серпня 1996 р.)» | 100 000 крб.                     | 19 липня 1996 року     | 300 000 | В. І. Лєсняк      |
| № 112                   |            | 100 років Олімпійським іграм сучасності | 40 000 крб.                      | 29 липня 1996 року     | 300 000 | В. І. Лєсняк      |
| № 116                   |            | День Незалежності. П'ята річниця незалежності України | 20 000 крб.                      | 24 серпня 1996 року    | 300 000 | Р. П. Цессін      |
| № 117                   |            | Перший український космічний апарат «Січ-1» | 20 000 крб.                      | 31 серпня 1996 року    | 300 000 | Г. Т. Задніпряний |
| № 118 № 119             |            | Зчіпка серії «Локомотивобудування в Україні», дві марки - Перший луганський паровоз серії «ОД» - Тепловоз 2ТЕ116                                                                                                   | 20 000 40 000 крб.               | 31 серпня 1996 року    | 300 000 | В. Ф. Вишняк      |
| № 120 № 121 № 122 № 123 |            | Зчіпка серії «Літакобудування в Україні», чотири марки - Генеральний конструктор О. К. Антонов (1906—1984) - Ан-2 - Ан-124 «Руслан» - Ан-225 «Мрія»                                                                | 20 000 20 000 40 000 40 000 крб. | 14 вересня 1996 року   | 200 000 | Г. Т. Задніпряний |
| № 124                   |            | 125 років від дня народження видатного українського спортсмена, «чемпіона чемпіонів» із класичної боротьби серед професіоналів Івана Максимовича Піддубного (1871—1949)                                            | 0,40 гривні                      | 16 листопада 1996 року | 300 000 | О. Штанко         |
| № 125                   |            | Перша українська антарктична експедиція: Станція «Академік Вернадський» | 0,20 гривні                      | 23 листопада 1996 року | 300 000 | В. І. Дворник     |
| № 126 № 127             |            | Зчіпка «Рослинний світ України. Червона книга України», дві марки з купоном - Нарцис вузьколистий Narcissus anqustifolius - Білотка альпійська Leontopodium alpinum                                                | 0,40 0,20 гривні                 | 23 листопада 1996 року | 300 000 | Г. Кузнецов       |
| № 128                   |            | 50 років ЮНЕСКО — Організації Об'єднаних Націй із питань освіти, науки і культури | 0,20 гривні                      | 7 грудня 1996 року     | 300 000 | Р. П. Цессін      |
| № 129                   |            | 100 років від дня народження Віктора Степановича Косенка (1896—1938) | 0,20 гривні                      | 21 грудня 1996 року    | 200 000 | О. І. Мікловда    |
| № 130 № 131 № 132 № 133 |            | Зчіпка «Пам'ятки архітектури України. Храми» з купонами - Софійський собор у Києві - Іллінська церква в Суботові - Церква святого Юра в Дрогобичі - Троїцький собор у Новомосковську (Новоселиця)                  | 0,20 гривні                      | 25 грудня 1996 року    | 200 000 | Ю. Логвин         |
| № 134                   |            | 50 років ЮНІСЕФ — Дитячого фонду ООН | 0,20 гривні                      | 31 грудня 1996 року    | 330 000 | Р. П. Цессін      |
| № 135                   |            | 400 років від дня народження митрополита Київського й Галицького Петра Симеоновича Могили (1596—1647) | 0,20 гривні                      | 31 грудня 1996 року    | 200 000 | О. Штанко         |